# Copper Coast
Copper Coast är en region i Australien. Den ligger i delstaten South Australia, omkring 140 kilometer nordväst om delstatshuvudstaden Adelaide. Antalet invånare är 13 687.
Följande samhällen finns i Copper Coast:
- Wallaroo
- Kadina
- Paskeville
- Wallaroo Mines
- Moonta
- Port Hughes

Trakten runt Copper Coast består till största delen av jordbruksmark. Runt Copper Coast är det glesbefolkat, med 10 invånare per kvadratkilometer. Genomsnittlig årsnederbörd är 447 millimeter. Den regnigaste månaden är juni, med i genomsnitt 77 mm nederbörd, och den torraste är december, med 11 mm nederbörd.